# Stigmatomma noonadan
Stigmatomma noonadan es una especie de hormiga del género Stigmatomma, familia Formicidae. Fue descrita científicamente por Taylor en 1965.
Se distribuye por Papúa Nueva Guinea. Se ha encontrado a elevaciones de hasta 1000 metros.